# Zoological Journal of the Linnean Society
El Zoological Journal of the Linnean Society és una revista científica amb revisió per experts publicada per Oxford University Press en nom de la Linnean Society. Surt amb una periodicitat mensual. El redactor en cap és Maarten Christenhusz, de la Linnean Society. Fou fundat el 1856 com a Journal of the Proceedings of the Linnean Society of London. Zoology i reanomenat Journal of the Linnean Society of London, Zoology el 1866. Porta el seu títol actual des del 1969.
Les següents bases de dades reprenen els resums de la revista i l'inclouen en els seus índexs:
- Aquatic Sciences & Fisheries Abstracts
- Biological Abstracts[1]
- BIOSIS Previews[2]
- CAB Abstracts[3]
- EBSCO databases
- Current Contents/Agriculture, Biology & Environmental Sciences[2]
- GeoRef
- Global Health
- InfoTrac
- ProQuest databases
- Science Citation Index[2]
- Scopus[4]
- VINITI Database RAS
- The Zoological Record[2]

Segons Journal Citation Reports, el 2020 tenia un factor d'impacte de 3,286.